# Rotonde ferroviaire de Grigny
La rotonde de Grigny est une rotonde ferroviaire du dépôt de Badan de la ligne de Moret - Veneux-les-Sablons à Lyon-Perrache, située dans la gare de triage de Badan, à Grigny-sur-Rhône, dans le département du Rhône, en France. Elle est mise en service en 1881 par la Compagnie des chemins de fer de Paris à Lyon et à la Méditerranée (PLM), remise en état après les bombardements de 1944, elle est désaffectée depuis 2009.

## Situation ferroviaire
Établie à 160 m d'altitude, la rotonde de Grigny est située dans la gare de triage de Badan au point kilométrique (PK) 540,239 de la ligne de Moret - Veneux-les-Sablons à Lyon-Perrache, entre les gares de Givors-Canal et de Grigny-le-Sablon.

## Histoire
La rotonde de Grigny, à Badan, est mise en service en 1881 par la Compagnie des chemins de fer de Paris à Lyon et à la Méditerranée (PLM).
Elle est bombardée en 1944, puis remise en état par l'entreprise Boussiron. La Société nationale des chemins de fer français (SNCF) l'exploite jusqu'en 1972. Elle est ensuite concédée à une entreprise privé qui l'utilise jusqu'en 2009. Elle est désaffectée depuis.
En 2013, elle sert pour l'exposition "MaisonVeduta", de la 12e biennale d'art contemporain de Lyon. Elle fut visitable par le public lors des journées 2013 du patrimoine, au titre du patrimoine industriel. 

## Caractéristiques
Elle dispose d'une surface couverte de 9 000 m2. Sa capacité d’accueil était de 72 locomotives et on procédait également au retournement, à l'entretien et à la réparation des machines.